# Tom Neuwirth
Tom Neuwirth (Gmunden, 6 november 1988) is een Oostenrijkse zanger die voornamelijk als dragqueen optreedt met als artiestennaam Conchita Wurst. In 2014 won hij namens Oostenrijk met het nummer Rise Like a Phoenix het Eurovisiesongfestival.

## Biografie

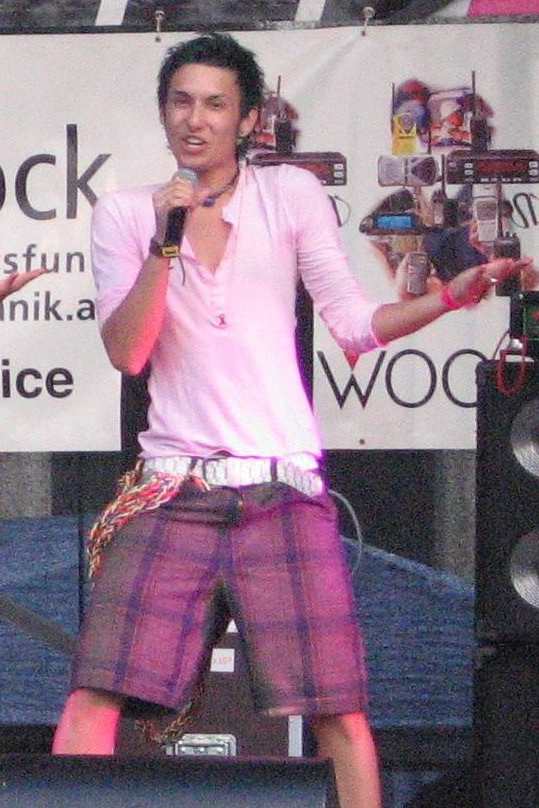
Neuwirth in 2007

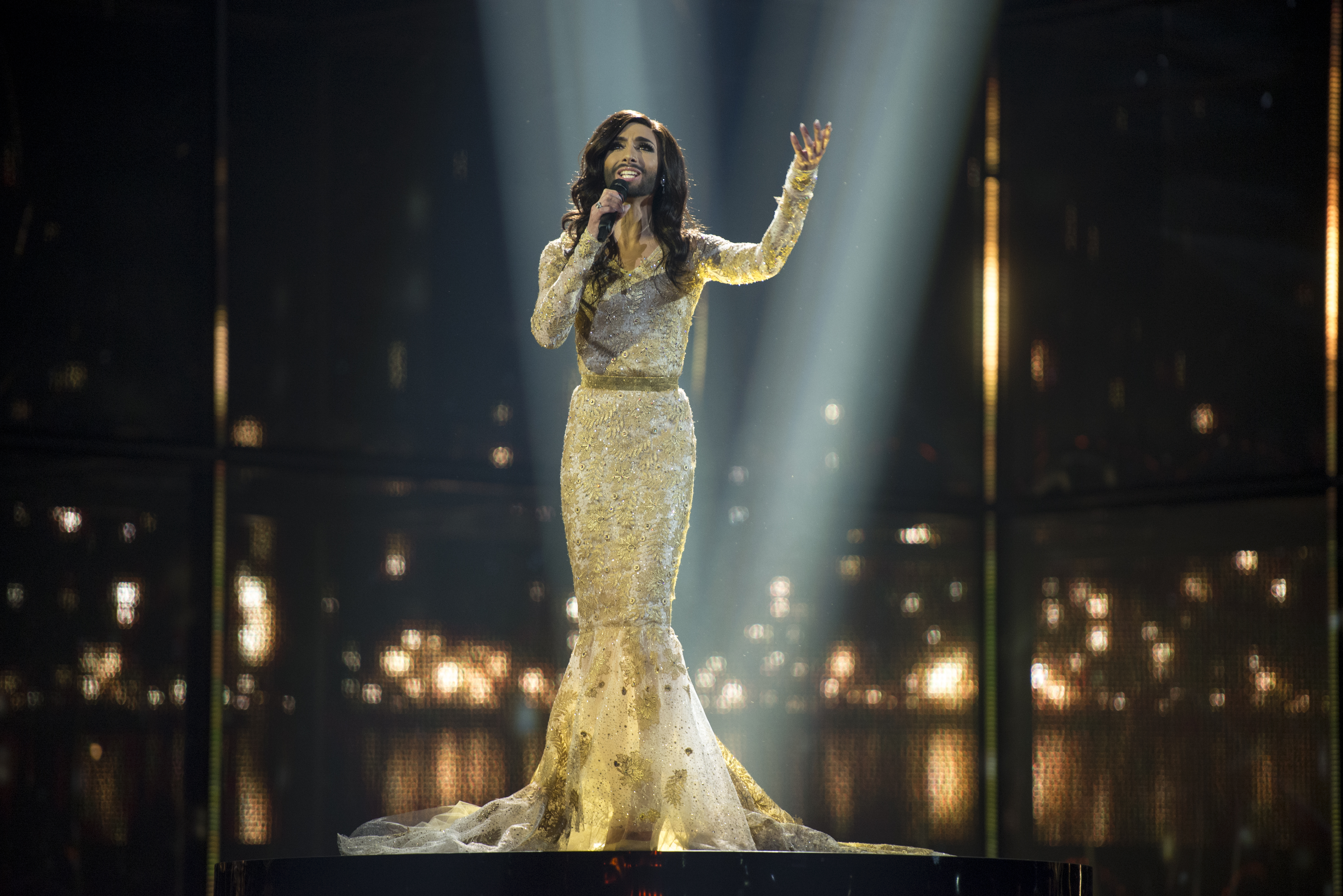
Neuwirth als Conchita Wurst op het Eurovisiesongfestival 2014

In 2006 nam Neuwirth deel aan de Oostenrijkse talentenjacht Starmania, waar hij verloor in de finale van Nadine Beiler. In februari 2007 stapte hij in de boyband Jetzt Anders!, waar ook Falco Luneau deel van uitmaakte, maar deze viel in november datzelfde jaar nog uit elkaar. De zanger verdween van het toneel tot hij in 2011 als de dragqueen Conchita Wurst opnieuw ging optreden.
In de talentenshow Die Große Chance haalde hij als Conchita Wurst de finale, maar won niet. De populariteit van Conchita, die als vrouw opvalt door het hebben van een baard, groeide. In 2012 nam hij als Conchita Wurst met het cabaretachtige nummer That’s what I am deel aan de nationale preselectie voor het Eurovisiesongfestival. In de superfinale verloor hij van Trackshittaz.
Sinds de deelname aan de Oostenrijkse preselectie bracht hij als Conchita Wurst geen nieuwe muziek meer uit, maar wel kwam het tot optredens in binnen- en buitenland, zoals op de Gay Pride van Stockholm en Berlijn. Fotograaf Manfred Bauman maakte een fotoreportage van de artiest en modeontwerper Jean Paul Gaultier vond in de zanger een nieuwe muze. Hij gaf Conchita een plaats op de eerste rij tijdens een defilé en achteraf bood hij het alter ego een plaats als model op zijn catwalk aan.
In Duitsland werd Neuwirth bekend door deel te nemen aan het televisiesurvivalprogramma Wild Girls, waarin jetsetdames moesten zien te overleven bij een primitieve Afrikaanse stam. Hij behaalde als Conchita de finale maar verloor deze.
In september 2013 kondigde de Oostenrijkse staatsomroep ORF aan dat Neuwirth als Conchita Wurst was geselecteerd als degene die Oostenrijk zou vertegenwoordigen op het Eurovisiesongfestival 2014 in de Deense hoofdstad Kopenhagen met het nummer Rise Like a Phoenix. Neuwirth won daar op 10 mei 2014 de finale.
Op 24 oktober 2014 verscheen de single My Lights, een samenwerking met Axel Wolph. Het nummer is het campagnelied voor de stichting Licht Ins
Dunkel. Ondertussen was hij ook begonnen aan zijn nieuwe album dat geïnspireerd zal zijn op zangeressen zoals Tina Turner en Cher. Zijn eerste post-Eurovisiesingle 'Heroes' werd uitgebracht op 8 november 2014. Wurst voerde het lied voor de eerste keer op de Wetten, das...?. Het nummer behaalde de vierde positie in de Oostenrijkse hitparade. Op 19 december werd bekend dat Wurst de presentatie vanuit de green room van het Eurovisiesongfestival 2015 in Wenen zou verzorgen. Op 21 februari 2015 kwam het nummer 'You are unstoppable' uit. In de eerste halve finale van het Eurovisiesongfestival 2015 op 19 mei zong hij het nummer 'Rise Like A Phoenix'. Tijdens de finale zong hij de nummers 'You are unstoppable' en de vierde single van zijn eerste album 'Firestorm'. Op 18 mei 2015 kwam zijn eerste album genaamd 'Conchita' uit. In oktober kwam zijn tweede album 'From Vienna With Love' uit, met een grote verscheidenheid aan nummers. Muzikale begeleiding was er van de Wiener Symphoniker, een beroemd Oostenrijks orkest. In oktober 2018 stond Tom voor een groot publiek in het Konzerthaus in Wenen, met nummers als 'Rise like a phoenix', (winnend lied Eurovisie Songfestival 2014 in Kopenhagen, Denemarken), tot 'Uninvited' van Alanis Morissette en 'Writing's on the wall', van Sam Smith, en 'Kissing You', van Des'ree uit de film 'Romeo & Juliet', (1996). Tom werkt vaak mee aan 'Lifeball', een door Gery Kezler georganiseerd festival met betrekking tot het taboe dat heerst in verband met hiv-positiviteit en Aids. In 'Lifeball' 2018 in Oostenrijk vertolkte Tom de rol van Maria uit 'The Sound of Music', wat een bijzonder tafereel opleverde. Thema voor 'Lifeball' 2019 is 'The wizard of Oz', de film met Judy Garland.

## Discografie

### Albums
| Album met eventuele hitnotering(en) in de Nederlandse Album Top 100 | Datum van verschijnen | Datum van binnenkomst | Hoogste positie | Aantal weken | Opmerkingen              |
| ------------------------------------------------------------------- | --------------------- | --------------------- | --------------- | ------------ | ------------------------ |
| Conchita                                                            | 2015                  | 23-05-2015            | 67              | 2            |                          |
| From Vienna With Love                                               | 2018                  |                       |                 |              | With The Vienna Symphony |
| Truth Over Magnitude                                                | 2019                  |                       |                 |              |                          |

| Album met hitnotering(en) in de Vlaamse Ultratop 200 albums | Datum van verschijnen | Datum van binnenkomst | Hoogste positie | Aantal weken | Opmerkingen |
| ----------------------------------------------------------- | --------------------- | --------------------- | --------------- | ------------ | ----------- |
| Conchita                                                    | 2015                  | 23-05-2015            | 17              | 14           |             |

### Singles
- Unbreakable (2011)
- That's What I am (2012)
- Rise Like A Phoenix (2014)
- Heroes (2014)
- You Are Unstoppable (2015)
- Somebody To Love (2015)
- Firestorm (2015)
- That's what I am (2015)
- Colours of your love
- Mariandel (2019)
- Jupiter Drive (2019)
- Für mich soll's rote Rosen regnen (2018)

| Single met eventuele hitnotering(en) in de Nederlandse Top 40 | Datum van verschijnen | Datum van binnenkomst | Hoogste positie | Aantal weken | Opmerkingen                                                                          |
| ------------------------------------------------------------- | --------------------- | --------------------- | --------------- | ------------ | ------------------------------------------------------------------------------------ |
| Rise like a phoenix                                           | 18-03-2014            | 17-05-2014            | tip10           | -            | als Conchita Wurst / Winnaar Eurovisiesongfestival 2014 / Nr. 3 in de Single Top 100 |

| Single met hitnotering(en) in de Vlaamse Ultratop 50 | Datum van verschijnen | Datum van binnenkomst | Hoogste positie | Aantal weken | Opmerkingen                                                                          |
| ---------------------------------------------------- | --------------------- | --------------------- | --------------- | ------------ | ------------------------------------------------------------------------------------ |
| Rise like a phoenix                                  | 18-03-2014            | 17-05-2014            | 8               | 4            | als Conchita Wurst / Winnaar Eurovisiesongfestival 2014 / Nr. 5 in de Radio 2 Top 30 |
| Heroes                                               | 10-11-2014            | 15-11-2014            | tip80           | -            |                                                                                      |
| You are unstoppable                                  | 2015                  | 30-05-2015            | tip74           |              |                                                                                      |

- Bibliothèque nationale de France: cb16990872g (data)
- Gemeinsame Normdatei: 1053015178
- International Standard Name Identifier: 0000 0004 3984 7786
- Library of Congress Control Number: n2016025122
- MusicBrainz: 95f44a54-04d6-41a1-8101-bbd6d833b30a
- Nationale Bibliotheek van Polen: a0000002834041
- Réseau des bibliothèques de Suisse occidentale: 02-A025270075
- Système universitaire de documentation: 244030456
- Virtual International Authority File: 310508271
- WorldCat: E39PBJx4mfCBcvftjKKjBrQXh3

1957: Bob Martin · 
1958: Liane Augustin · 
1959: Ferry Graf · 
1960: Harry Winter · 
1961: Jimmy Makulis · 
1962: Eleonore Schwarz · 
1963: Carmela Corren · 
1964: Udo Jürgens · 
1965: Udo Jürgens · 
1966: Udo Jürgens · 
1967: Peter Horton · 
1968: Karel Gott · 
1971: Marianne Mendt · 
1972: Milestones · 
1976: Waterloo & Robinson · 
1977: Schmetterlinge · 
1978: Springtime · 
1979: Christina Simon · 
1980: Blue Danube · 
1981: Marty Brem · 
1982: Mess · 
1983: Westend · 
1984: Anita · 
1985: Gary Lux · 
1986: Timna Brauer · 
1987: Gary Lux · 
1988: Wilfried · 
1989: Thomas Forstner · 
1990: Simone · 
1991: Thomas Forstner · 
1992: Tony Wegas · 
1993: Tony Wegas · 
1994: Petra Frey · 
1995: Stella Jones · 
1996: George Nussbaumer · 
1997: Bettina Soriat · 
1999: Bobbie Singer · 
2000: The Rounder Girls · 
2002: Manuel Ortega · 
2003: Alf Poier · 
2004: Tie Break · 
2005: Global Kryner · 
2007: Eric Papilaya · 
2011: Nadine Beiler · 
2012: Trackshittaz · 
2013: Natália Kelly · 
2014: Conchita Wurst · 
2015: The Makemakes · 
2016: Zoë · 
2017: Nathan Trent · 
2018: Cesár Sampson · 
2019: PÆNDA · 
2021: Vincent Bueno · 
2022: LUM!X feat. Pia Maria · 
2023: Teya & Salena · 
2024: Kaleen · 
2025: JJ
1956: Lys Assia · 
1957: Corry Brokken · 
1958: André Claveau · 
1959: Teddy Scholten · 
1960: Jacqueline Boyer · 
1961: Jean-Claude Pascal · 
1962: Isabelle Aubret · 
1963: Grethe & Jørgen Ingmann · 
1964: Gigliola Cinquetti · 
1965: France Gall · 
1966: Udo Jürgens · 
1967: Sandie Shaw · 
1968: Massiel · 
1969: Frida Boccara, Lenny Kuhr, Salomé, Lulu · 
1970: Dana · 
1971: Séverine · 
1972: Vicky Leandros · 
1973: Anne-Marie David · 
1974: ABBA · 
1975: Teach-In · 
1976: Brotherhood of Man · 
1977: Marie Myriam · 
1978: Izhar Cohen & The Alphabeta · 
1979: Gali Atari & Milk & Honey · 
1980: Johnny Logan · 
1981: Bucks Fizz · 
1982: Nicole · 
1983: Corinne Hermès · 
1984: Herreys · 
1985: Bobbysocks · 
1986: Sandra Kim · 
1987: Johnny Logan · 
1988: Céline Dion · 
1989: Riva · 
1990: Toto Cutugno · 
1991: Carola Häggkvist · 
1992: Linda Martin · 
1993: Niamh Kavanagh · 
1994: Paul Harrington & Charlie McGettigan · 
1995: Secret Garden · 
1996: Eimear Quinn · 
1997: Katrina & the Waves · 
1998: Dana International · 
1999: Charlotte Nilsson · 
2000: Olsen Brothers · 
2001: Tanel Padar, Dave Benton & 2XL · 
2002: Marie N · 
2003: Sertab Erener · 
2004: Ruslana · 
2005: Elena Paparizou · 
2006: Lordi · 
2007: Marija Šerifović · 
2008: Dima Bilan · 
2009: Alexander Rybak · 
2010: Lena Meyer-Landrut · 
2011: Ell & Nikki · 
2012: Loreen · 
2013: Emmelie de Forest · 
2014: Conchita Wurst · 
2015: Måns Zelmerlöw · 
2016: Jamala · 
2017: Salvador Sobral · 
2018: Netta Barzilai ·
2019: Duncan Laurence ·
2021: Måneskin ·
2022: Kalush Orchestra ·
2023: Loreen ·
2024: Nemo